# Гомес, Макарена
Макарена Гомес Трасейра (исп. Macarena Gómez Traseira; род. 2 февраля 1978, Кордова) — испанская актриса.

## Биография
Родилась в Кордове, Испания, в 1978 году. Изучала актёрское искусство в Лондоне, в Rose Brudford College. Впервые в большом кино появилась в фильме ужасов 2001 года «Дагон». С 2007 года имеет постоянную роль в телесериале канала Telecinco La que se avecina, после чего стала появляться в рекламных роликах банковской группы Bankia. В 2008 году сыграла главную роль в фильме «Сексуальная киллерша», за которую получила премию на кинофестивале Fantasporto. За роль в фильме 2014 года «Гнездо землеройки» была номинирована на премию «Гойя» в номинации за лучшую женскую роль.
Макарена родила сына 3 апреля 2015 года.

## Избранная фильмография
- Дагон (2001)
- 20 сантиметров (2005)
- Горячее молоко (2005)
- Адский дом (2006)
- Дурочка (2006)
- Сексуальная киллерша (2008)
- Ночью дождь прекратился (2008)
- Страх (2010)
- Неоновая плоть (2010)
- Вербо (2011)
- В конце концов все умрём (2013)
- Ведьмы из Сугаррамурди (2013)
- Гнездо землеройки (2014)